# Union des assurances de Paris
Die Union des assurances de Paris, oftmals UAP abgekürzt, war ein französisches Lebensversicherungsunternehmen mit Sitz in Paris. Das Unternehmen ging Ende der 1990er Jahre sukzessive in der Axa auf.

## Geschichte und Hintergrund
Die Union des assurances de Paris entstand als in Staatsbesitz befindlicher Versicherer 1968 als Zusammenschluss des in Paris ansässigen, 1828 entstandenen und 1946 verstaatlichten Versicherers Union und der 1889 gegründeten Urbaine et la Séquanaise aus Besançon. Nach einer geplanten und dann abgesagten Privatisierung für 1989 wurde 1990 im Zuge einer Kapitalerhöhung die zuvor 85 % betragende Beteiligung des Staates auf 65 % reduziert, zudem wurden ausländische Investoren als Aktionäre zugelassen. Seinerzeit nahm die international tätige Versicherungsgruppe 64 Mrd. Francs an Beiträgen ein, dabei profitierte sie unter anderem von einer Kooperation mit der staatlichen Banque Nationale de Paris (BNP), die auch 10 % der Anteile an UAP hielt.
Unter dem Eindruck eines Anstiegs der Arbeitslosigkeit, einer Verlangsamung des Wirtschaftswachstums und eine Zunahme des Staatsdefizits reinitiierte Premierminister Édouard Balladur die Privatisierung verschiedenster in Staatsbesitz befindlicher Unternehmen, die Privatisierung der UAP 1994 fiel damit in eine Reihe neben der Veräußerung der BNP (1993), Rhône-Poulenc (1993) oder Elf Aquitaine (1994). Am 3. Mai 1994 erfolgte der Börsengang mit einem Kurs von 155 Francs (institutionelle Anleger erhielten einen Abschlag von 2 %), der Erlös lag jedoch unter den Erwartungen.
Im Mai 1997 stimmten die Aktionäre der UAP einem sechs Monate zuvor unterbreiteten Übernahmeangebot der AXA zu, die sich nach erfolgter Fusion in AXA-UAP umbenannte. Zuvor hatte die Europäische Union bereits der Fusion zugestimmt. Der Vorstandsvorsitzende Jacques Friedmann wurde anschließend von AXA-Gründer Claude Bébéar beerbt. Zum 1. April 1998 wurde die UAP-Holding endgültig in die AXA integriert und der Namensbestandteil entsprechend gestrichen.
Zur UAP gehörte in Deutschland die Colonia sowie die Saar-Union Versicherung, die 1986 in UAP International umbenannt worden war.